# Bustillo (Cantabria)
Bustillo es un núcleo de población español de la localidad de Roiz, perteneciente al municipio de Valdáliga, en la comunidad autónoma de Cantabria.

## Demografía
En 2023, el núcleo de población de Bustillo, encuadrado dentro de la entidad singular de población de Roiz, tenía empadronados 14 habitantes.